# Carmen Cerdeira
María del Carmen Cerdeira Morterero (Ceuta, 27 de septiembre de 1958-2 de agosto de 2007) fue una política española militante del Partido Socialista Obrero Español (PSOE). Fue delegada del gobierno en Ceuta, eurodiputada, senadora, concejala y abogada.

## Biografía
Nació en Ceuta el 27 de septiembre de 1958 en el seno de una familia de gran tradición republicano-socialista. No en balde, su padre Clemente Cerdeira García de la Torre es un histórico del socialismo de la ciudad, su abuelo paterno Clemente Cerdeira Fernández se señaló como uno de los diplomáticos más activos de la II República para abortar el golpe militar de 1936 desde la retaguardia africana, y su abuelo materno Justo Morterero Felipe miembro de FETE-UGT fue asesinado por los falangistas al inicio de la Guerra Civil en Écija (Sevilla) por Bando de Guerra. Era, asimismo, bisnieta de Joaquín García de la Torre y Almenara alcalde de Ceuta en los años 20, sobrina-nieta de David Valverde Soriano, alcalde republicano de Ceuta asesinado en 1937, y de Emilio Millán Rivero, depurado tras la Guerra Civil por su militancia socialista.
Se licenció en Derecho por la Universidad de Sevilla, y fue profesora-tutora de Derecho Civil del Centro Asociado de la UNED de Ceuta (1981-1985), localidad donde ejerció de abogada. Nunca llegó a darse de baja en el Colegio de Abogados de Ceuta, ya que el ejercicio de la abogacía fue una de sus grandes pasiones junto a la familia y la política.
Afiliada al PSOE y a la UGT, en las elecciones municipales de 1983 fue elegida Concejala de Ceuta, su ciudad, por la lista socialista encabezada por Francisco Fráiz, siendo durante dicha legislatura Teniente de Alcalde. No llegó a finalizar su mandato ya que sería elegida senadora de la III Legislatura (1986/1989), repitiendo en la siguiente (IV Legislatura 1989/1993). Una de las iniciativas más sobresalientes presentadas por Cerdeira ante el Pleno del Senado fue la proposición de ley para la reforma del Código Civil en aplicación del principio de no discriminación por razón de sexo en 1989. Desde el Senado, fue miembro de las Asambleas Parlamentarias del Consejo de Europa y de la UEO (1990/1993).
En el XXXIV Congreso Federal del PSOE (1997) fue elegida secretaria de movimientos sociales en la candidatura encabezada por Joaquín Almunia, desde donde desarrolló una serie de iniciativas que finalmente cristalizarían durante el gobierno de José Luis Rodríguez Zapatero en materia de igualdad, como el apoyo a las personas homosexuales, y transexuales.
Tras su etapa en el Senado, fue designada asesora ejecutiva del Ministerio de Justicia, siendo nombrada en 1994 Delegada del Gobierno en Ceuta, la segunda vez que dicha responsabilidad la ostentaba una mujer después de María de Eza en el siglo XVI, de la que cesaría tras las elecciones generales ganadas por el PP en 1996. La crisis más compleja que tuvo que gestionar durante su mandato fue la revuelta de un grupo de inmigrantes de octubre de 1995 en las Murallas Reales del Ángulo, que se saldó con decenas de heridos y el agente de la Policía Nacional Antonio Arrebola Alcántara, herido grave por herida de una bala que había partido de un arma oficial del calibre 9.
En las Elecciones Europeas de 1999 (y hasta 2003) fue elegida diputada al Parlamento Europeo por su partido, siendo miembro de la Comisión de Libertades, Justicia y Asuntos de Interior.
En 2004 fue nombrada presidenta de la Sociedad Estatal para la Acción Cultural Exterior (SEACEX), responsabilidad que mantendría hasta su fallecimiento.
Falleció el 2 de agosto de 2007 a los 48 años de edad en su ciudad natal debido a un cáncer que padecía desde hacía varios años.

## Premio Carmen Cerdeira
En 2013, el PSOE creó a nivel federal el premio Carmen Cerdeira, para reconocer la labor desarrollada por organizaciones, instituciones y personas que se hubieran distinguido en la defensa de los derechos civiles, la promoción de la igualdad de trato y la no discriminación, concediéndose ese año al expresidente del gobierno José Luis Rodríguez Zapatero

## Premios
- 2003 Premio María de Eza
- 2015 Premios Adriano Antinoo Mención Honorífica con carácter póstumo